# Platysomiformes
Die Platysomiformes sind eine ausgestorbene Gruppe von Knochenfischen. Sie lebten vom Mississippium bis zur Untertrias in Süßgewässern und im Meer. 

## Merkmale
Die Platysomiformes ähnelten den rezenten Petersfischartigen (Zeiformes) und hatten einen hochrückigen, seitlich abgeflachten Körper mit ovalem oder rhombischen Umriss. Sie wichen damit als erste Fischgruppe von der spindelförmigen Gestalt primitiver Actinopterygii ab. Bei rezenten Arten findet man diese tiefbauchige Gestalt vor allem bei Fischen, die in ruhigem Wasser leben. Rücken- und Afterflosse konnten saumartig ausgezogen sein. Die Schuppen der Platysomiformes bestanden nur aus Knochengewebe, Ganoin- und Cosminschicht fehlten. Die Arten der Gattung Chirodus besaßen ein Quetschgebiss.

## Familien und Gattungen
- Bobasatraniidae
  - Bobasatrania
- Platysomidae
  - Chirodus
  - Paranaichthys
  - Platysomus